# Велада
Велада (ісп. Velada) — муніципалітет в Іспанії, у складі автономної спільноти Кастилія-Ла-Манча, у провінції Толедо. Населення — 2827 осіб (2010).
Муніципалітет розташований на відстані близько 120 км на південний захід від Мадрида, 80 км на захід від Толедо.

## Демографія
Динаміка населення (INE ):

## Уродженці
- Абель Ресіно (*1960) — відомий у минулому іспанський футболіст, воротар, згодом — тренер.

## Галерея зображень

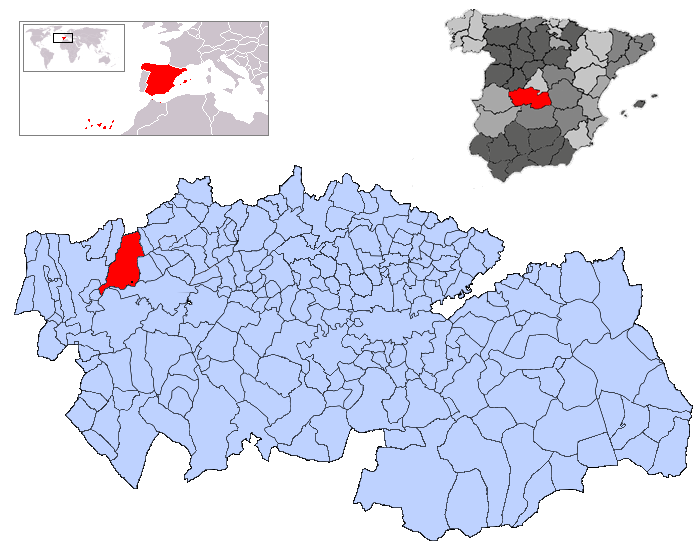
Розташування муніципалітету у провінції Толедо